# Byeonhan
Byeonhan (koreanisch 변한, 弁韓, pjʌn.ɦan), auch bekannt als Byeonjin, (kor. 변진, 弁辰, pjʌn.dʑin) war eine lose Konföderation von Stammesfürstentümern, welche ungefähr vom 1. bis 4. Jahrhundert im Süden der Koreanischen Halbinsel bestand. Byeonhan war eines der Samhan (oder „Drei Hans“), neben Mahan und Jinhan.

## Geschichte
Der Beginn der Periode der Drei Reiche von Korea wird manchmal als die Proto-Drei-Reiche-Periode bezeichnet. Byeonhan scheint wie die anderen Samhan-Konföderationen aus dem Königreich Jin im südlichen Korea hervorgegangen zu sein.
Archäologische Funde belegen eine Zunahme an militärischer Aktivität und Waffenherstellung bei den Byeonhan im 3. Jahrhundert, besonders eine Zunahme an eisernen Pfeilspitzen und Harnischen. Dies könnte mit einem Niedergang der Byeonhan und dem Aufstieg der zentralisierteren Gaya-Konföderation zu tun haben. Die meisten Byeonhan schlossen sich Gaya an, das in der Folge von Silla, einem der Drei Reiche von Korea, annektiert wurde.

## Kultur und Handel
Aus den chinesischen Chroniken der Drei Reiche des 3. Jahrhunderts geht hervor, dass die Sprache und Kultur Byeonhans grundsätzlich gleich wie in Jinhan war. Archäologische Belege zeigen wenige Unterschiede. Als Byeonhan könnte man Stammesherzogtümer im Süden und Westen des Nakdong-Flusstals bezeichnen, welche nicht formelle Mitglieder der Jinhan-Konföderation waren.
Gemäß den Chroniken der Drei Reiche war Byeonhan bekannt für die Eisenherstellung. Das Eisen gelangte in die nördlichen Han-Kommandanturen, das Japan der Yamato-Zeit und die restliche Koreanische Halbinsel. Es war auch ein Zentrum der Steinwarenherstellung.

## Mitgliedsstaaten
In den Chroniken der Drei Reiche werden folgende 12 Kleinstaaten erwähnt, die zu Byeonhan zählten:
- Mirimidong (미리미동국/彌離彌凍國), heute Miryang.
- Jeopdo (접도국/接塗國), heute Haman.
- Gojamidong (고자미동국/古資彌凍國), heute Goseong.
- Gosunsi (고순시국/古淳是國), heute Jinju, Sacheon oder Goseong.
- Ballo (반로국/半路國), heute Seongju.
- Nangno (낙노국/樂奴國), heute Hadong oder Namhae.
- Gunmi (군미국/軍彌國), heute Sacheon.
- Mioyama (미오야마국/彌烏邪馬國), heute Goryeong.
- Gamno (감로국/甘路國), heute Gimcheon.
- Guya (구야국/狗邪國), heute Gimhae.
- Jujoma (주조마국/走漕馬國), heute Gimcheon.
- Anya (안야국/安邪國), heute Haman.
- Dongno (독로국/瀆盧國), heute Dongnae.